# Shi Tennō-ji
Le Shi Tennō-ji (四天王寺) est un temple bouddhiste situé dans la ville d'Osaka, au Japon.

## Historique
Le prince Shôtoku fait construire ce temple en 593 et fait appel à la société de construction Kongō Gumi. Il le dédie aux quatre dieux rois gardiens des horizons, les shitennō, en remerciement pour sa victoire contre le clan Mononobe. Il s'agit du plus vieux temple officiellement administré au Japon, bien que les locaux aient été reconstruits au fil des ans. Il comporte plusieurs bâtiments, dont une pagode à cinq niveaux que l'on peut visiter, et le pavillon kōdō décoré de fresques de Gakuryo Nakamura (1890-1969).
C'est aussi le site d'un important marché aux puces le 21 de chaque mois, où devins et guérisseurs offrent également leurs services. 
Le Shi Tennō-ji est à dix minutes à pied de la gare de Tennoji, sur les réseaux JR, Midōsuji et Tanimachi. Il a donné son nom à l'arrondissement Tennōji-ku.
Le temple possède plusieurs objets historiques précieux, qui sont exposés dans son hall des trésors. Il recèle également en son sein, dans le bâtiment Kameido, une statue de tortue, encore utilisée au XXIe siècle pour des rites de commémoration funéraire, qui date du VIIe siècle.

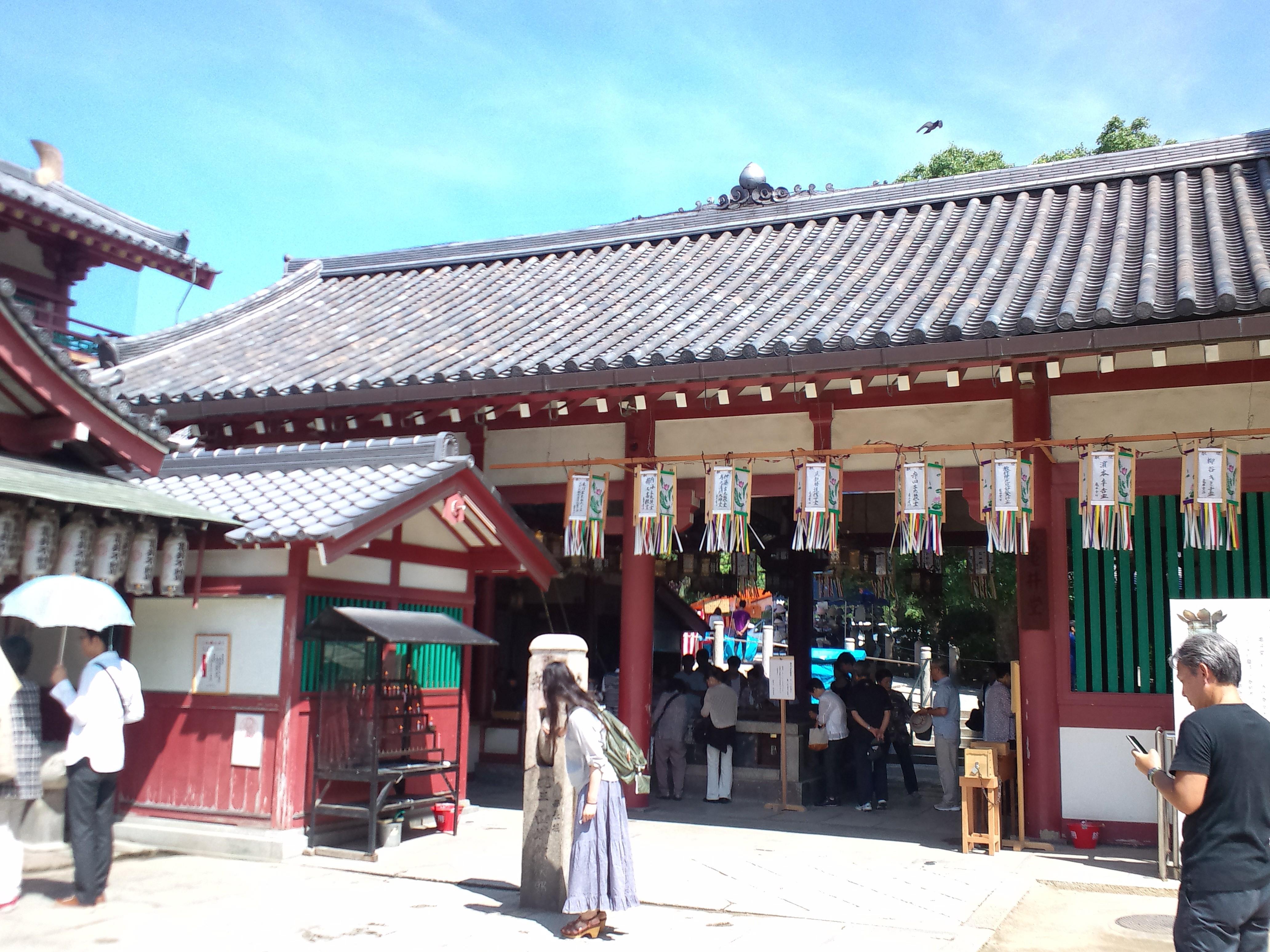
Bâtiment Kameido.

### Pavillon Gansandaishi-dō

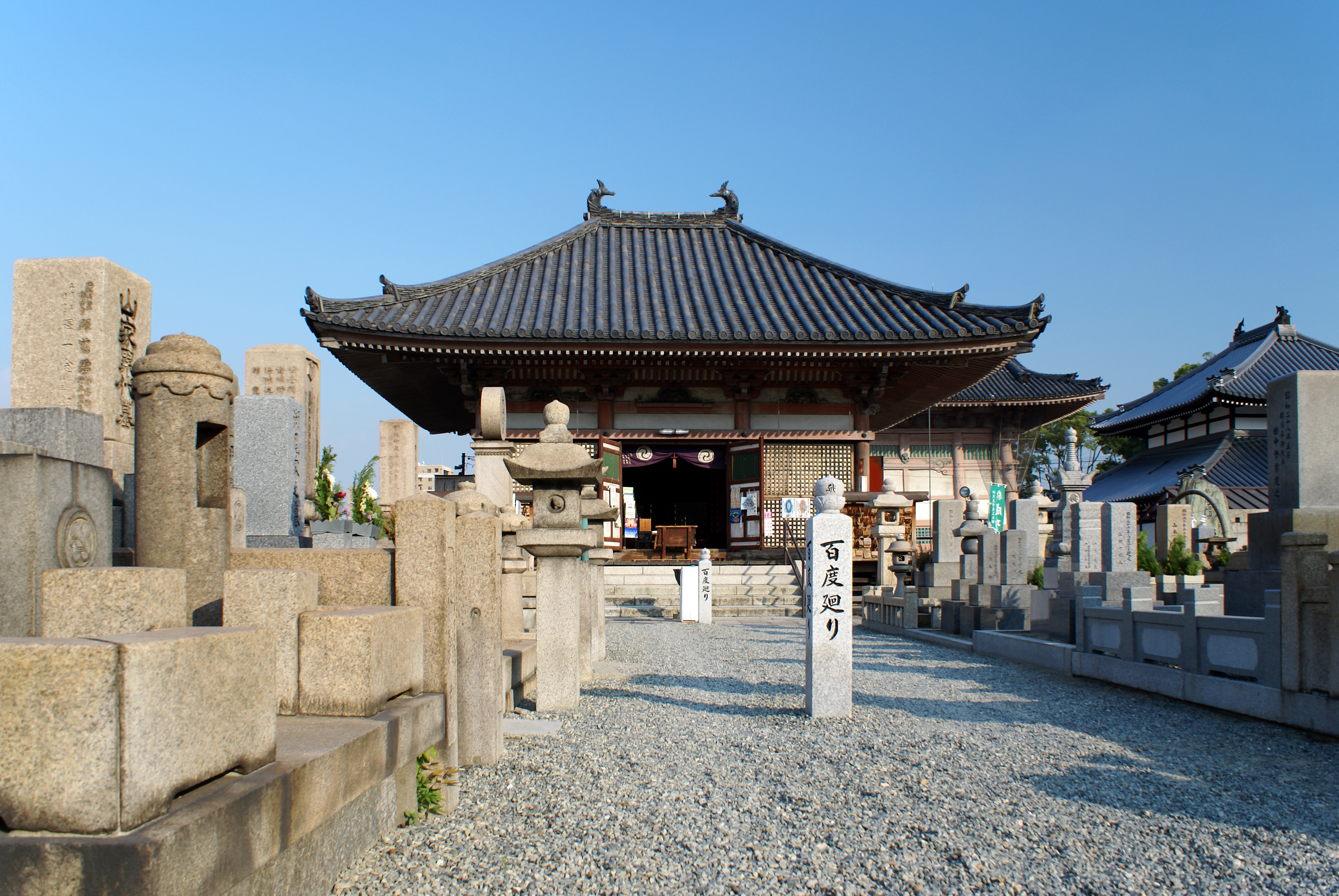
Gansandaishi-dô.

Dans le temple, le pavillon Gansandaishi-dō (元三大師堂) est visité par les étudiants avant qu'ils passent leurs examens ; ils effectuent leur prière de succès en passant à travers un cercle de corde, le « cercle de sagesse » (智慧の輪, chie no wa). Ensuite, ils peuvent acheter des talismans dans une boutique.

## Festivals
- novembre : ningyō kuyō (人形供養?), festival de funérailles pour les poupées[5]

## Galerie d'images

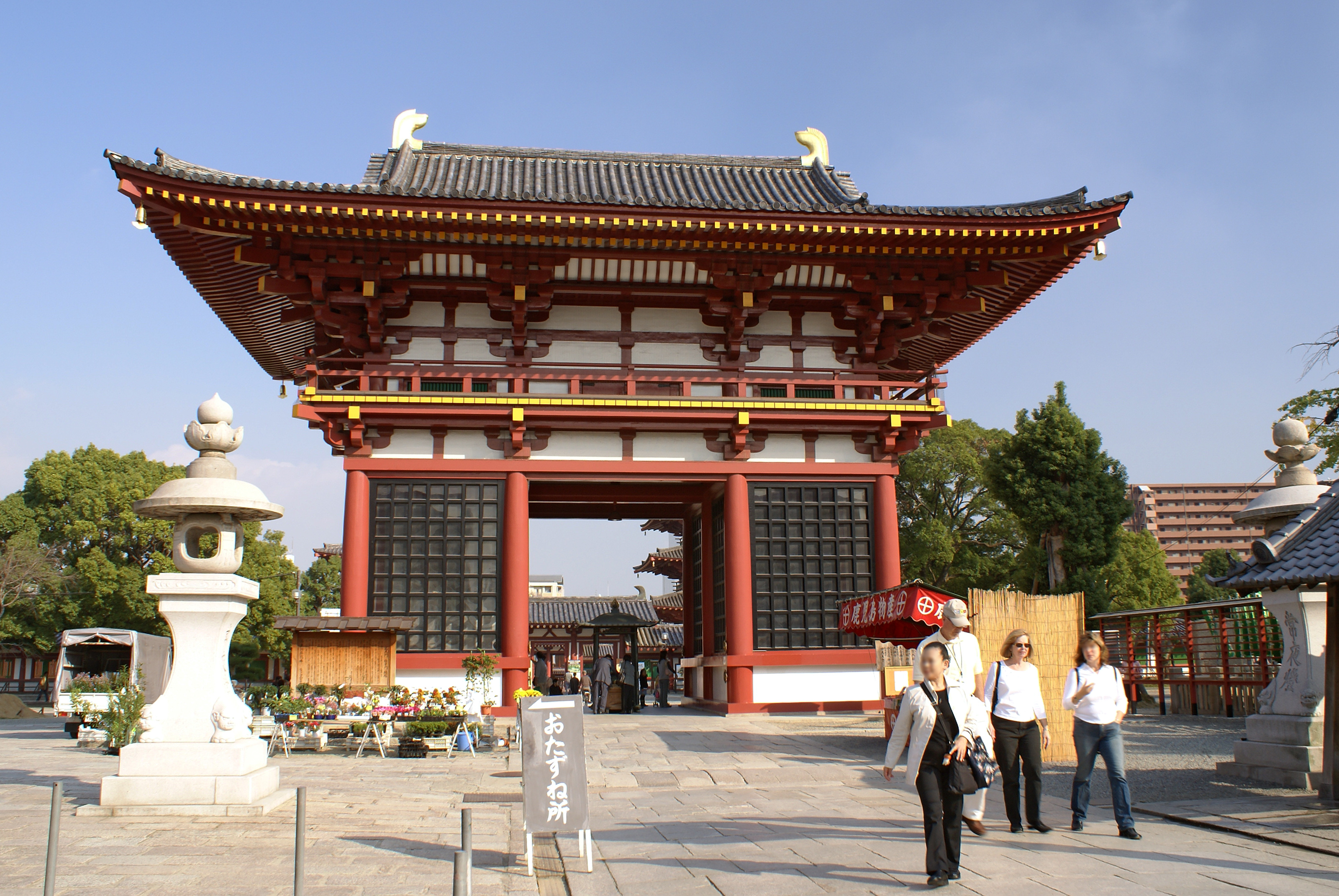
Porte ouest (Gokuraku-mon).
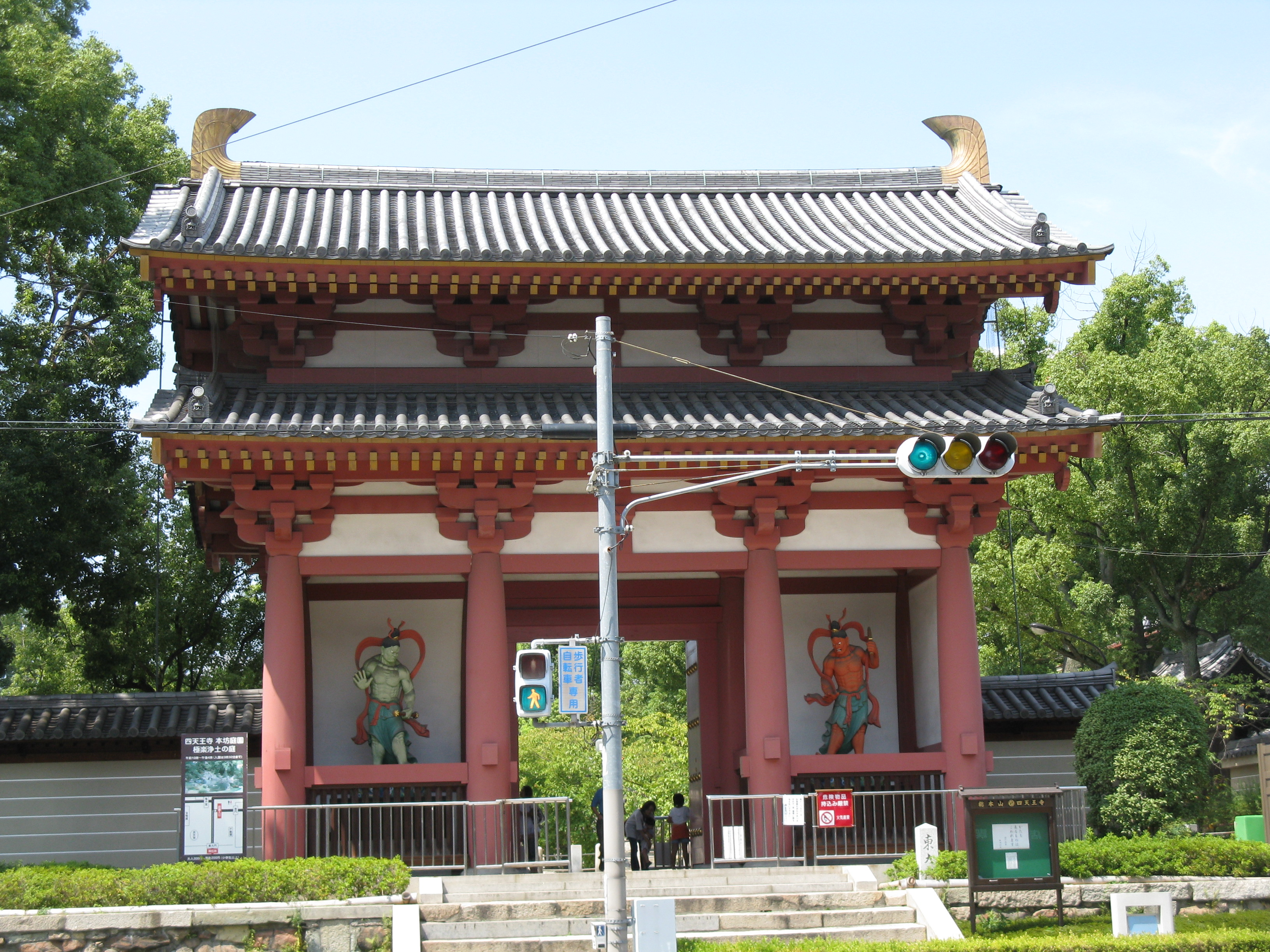
Porte est.
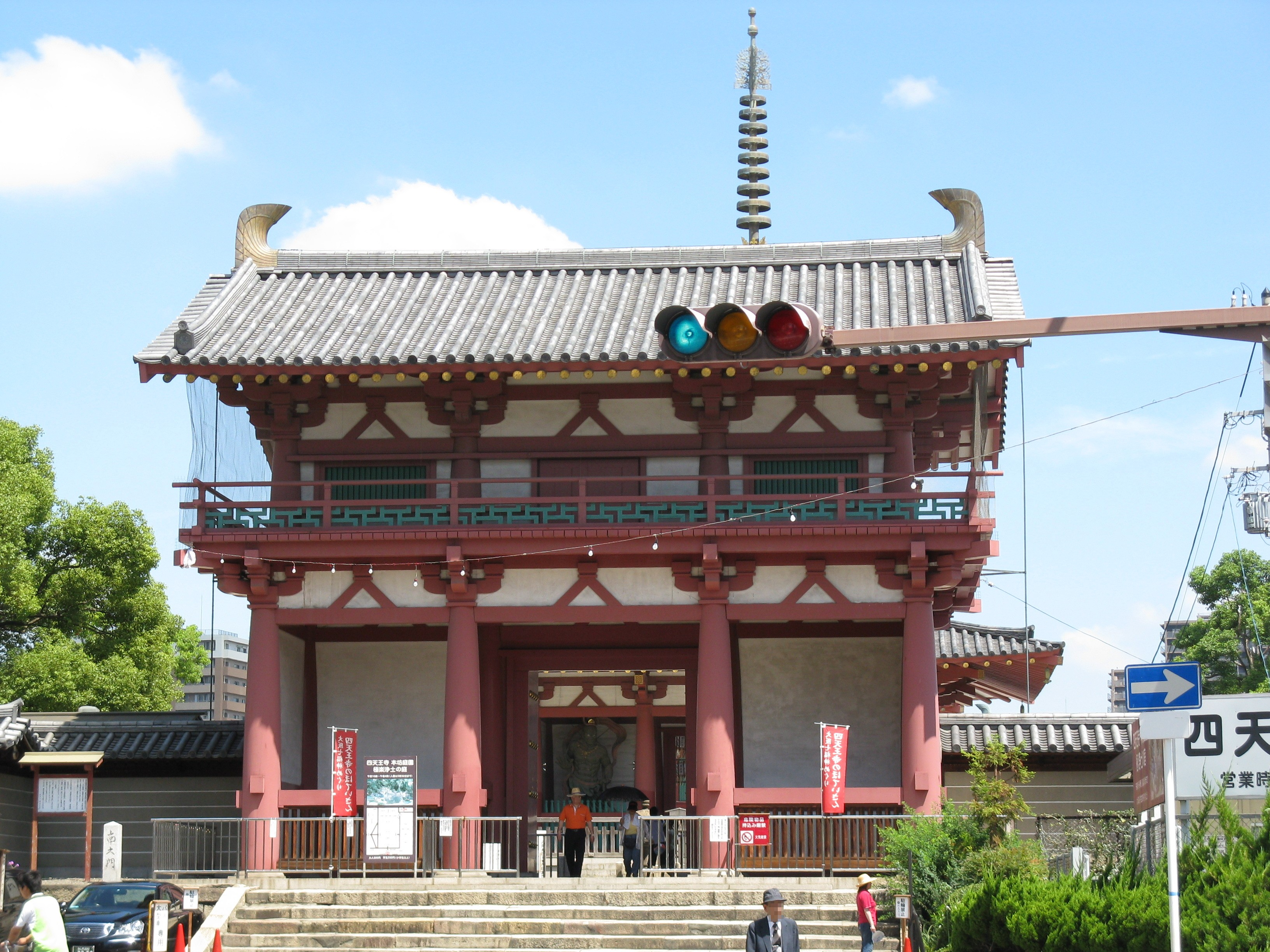
Porte sud (Nandai-mon).
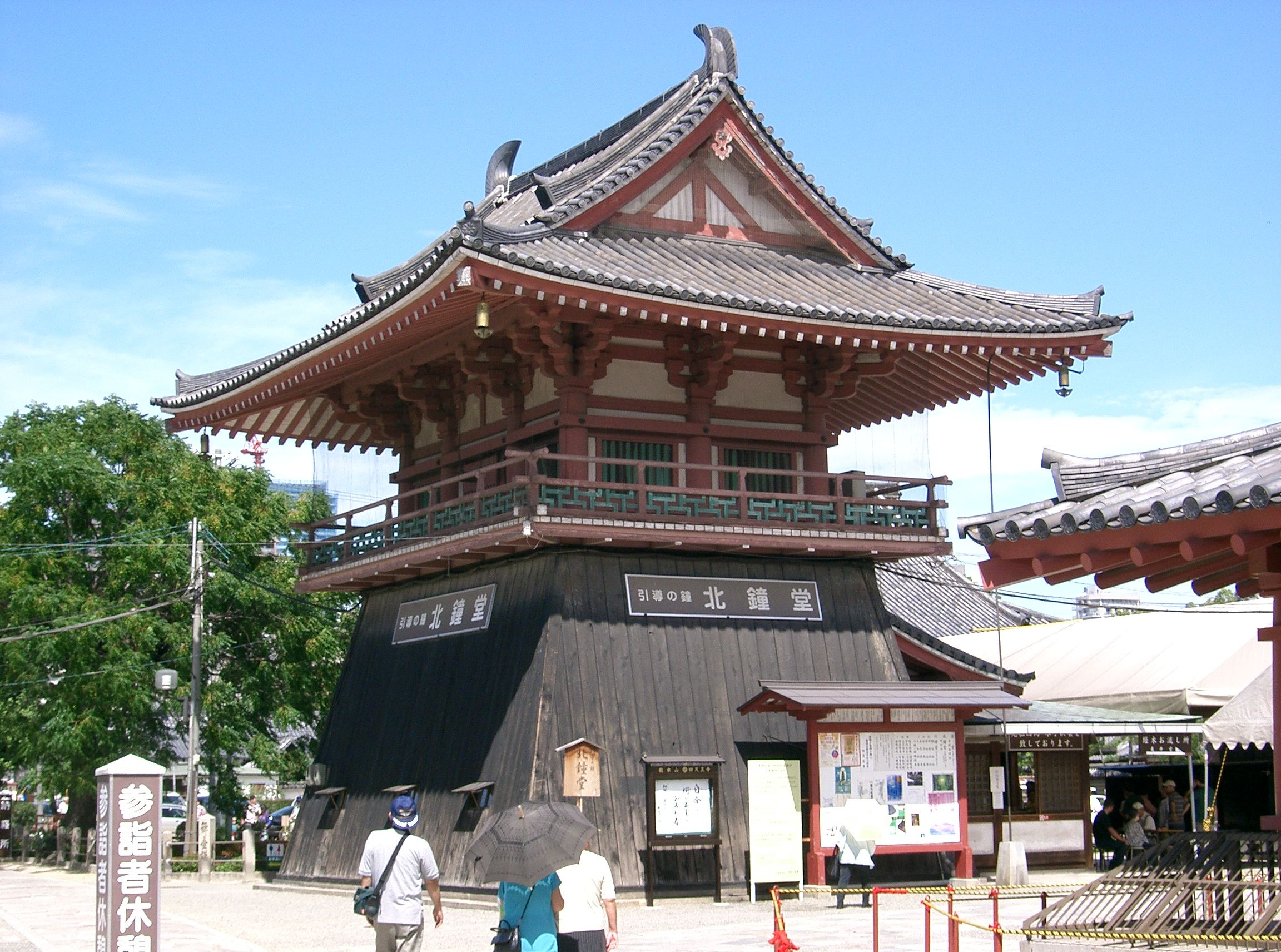
Shōrō nord.
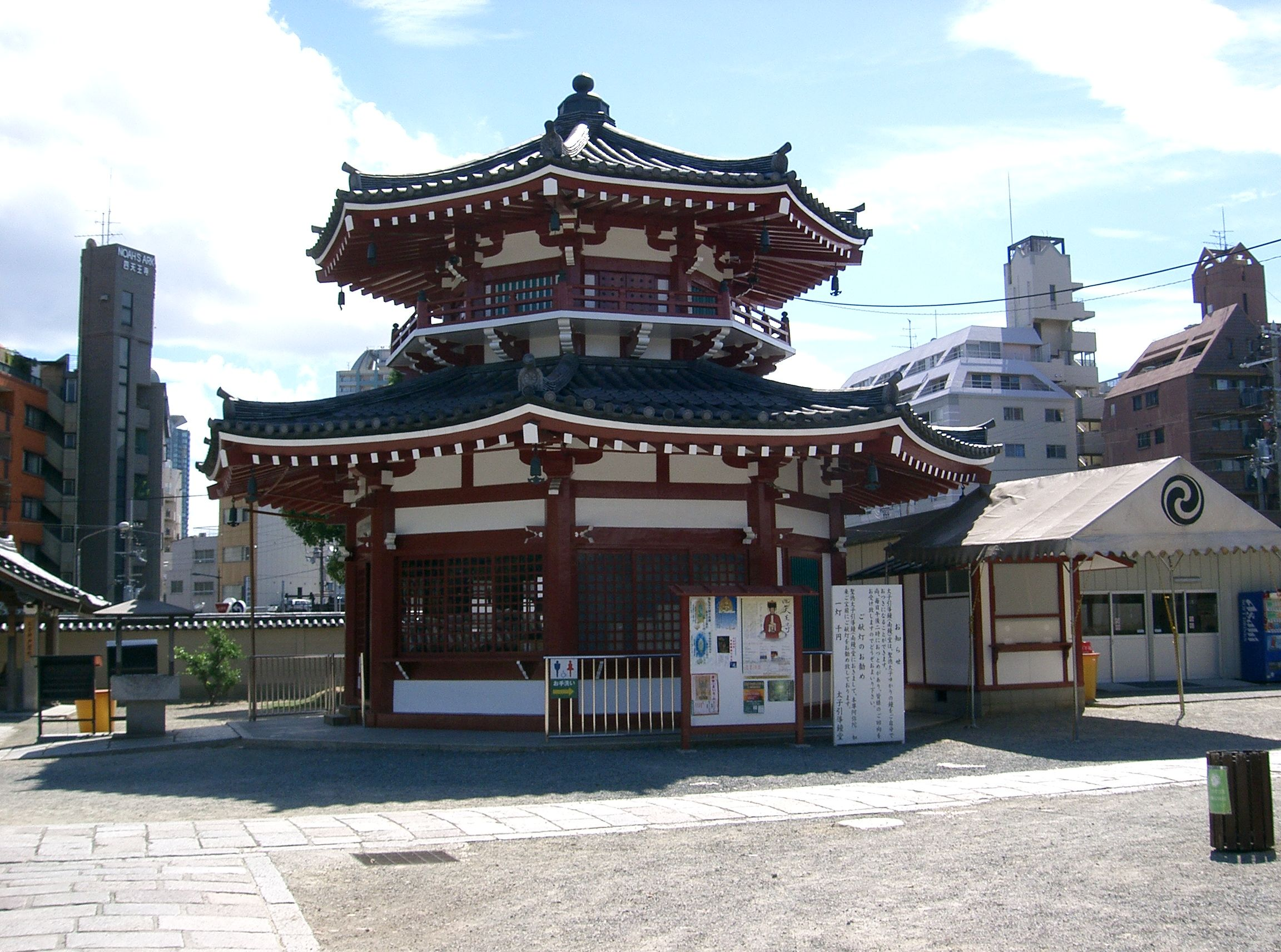
Shōrō sud.
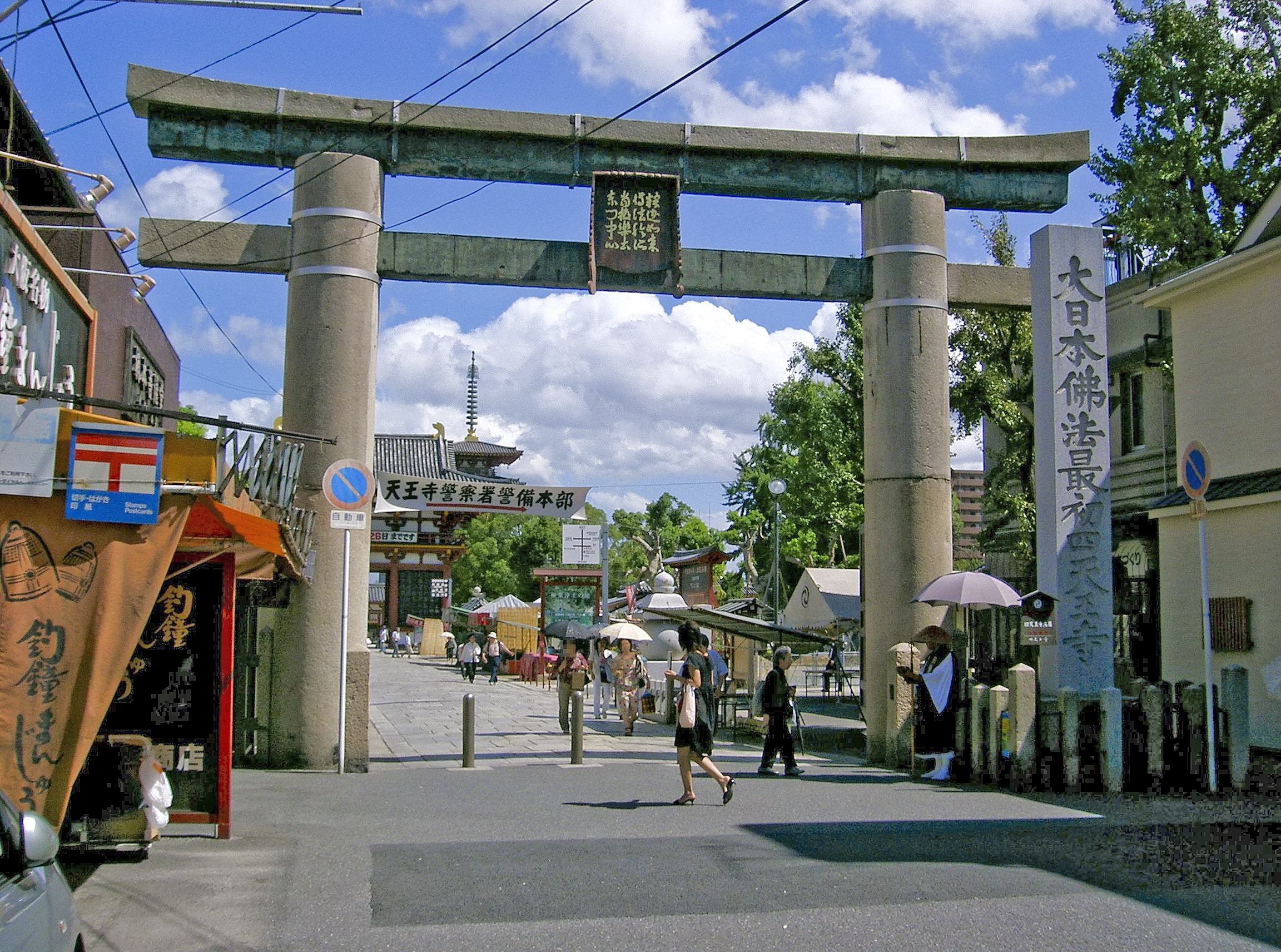
Torii.
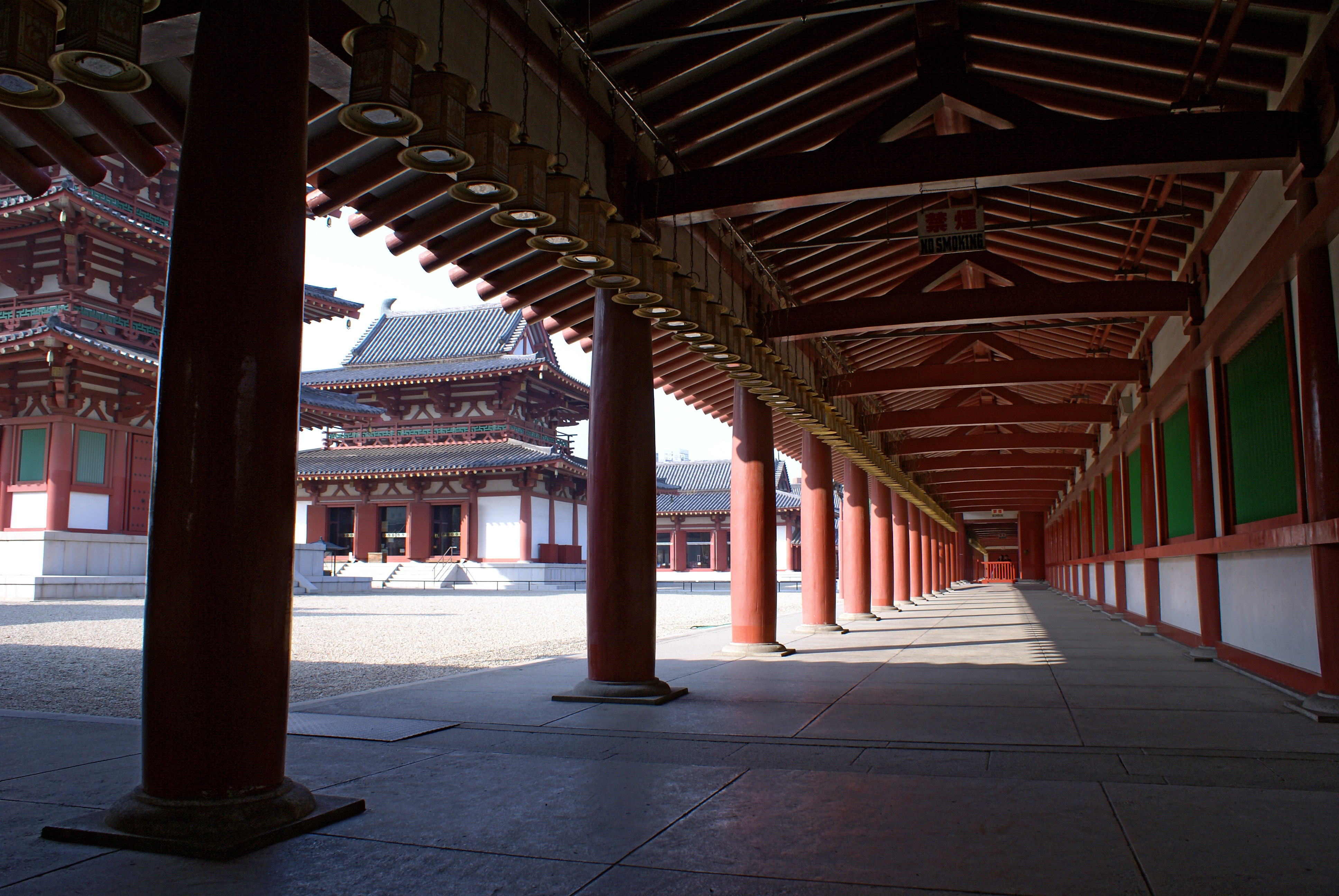
Cour.
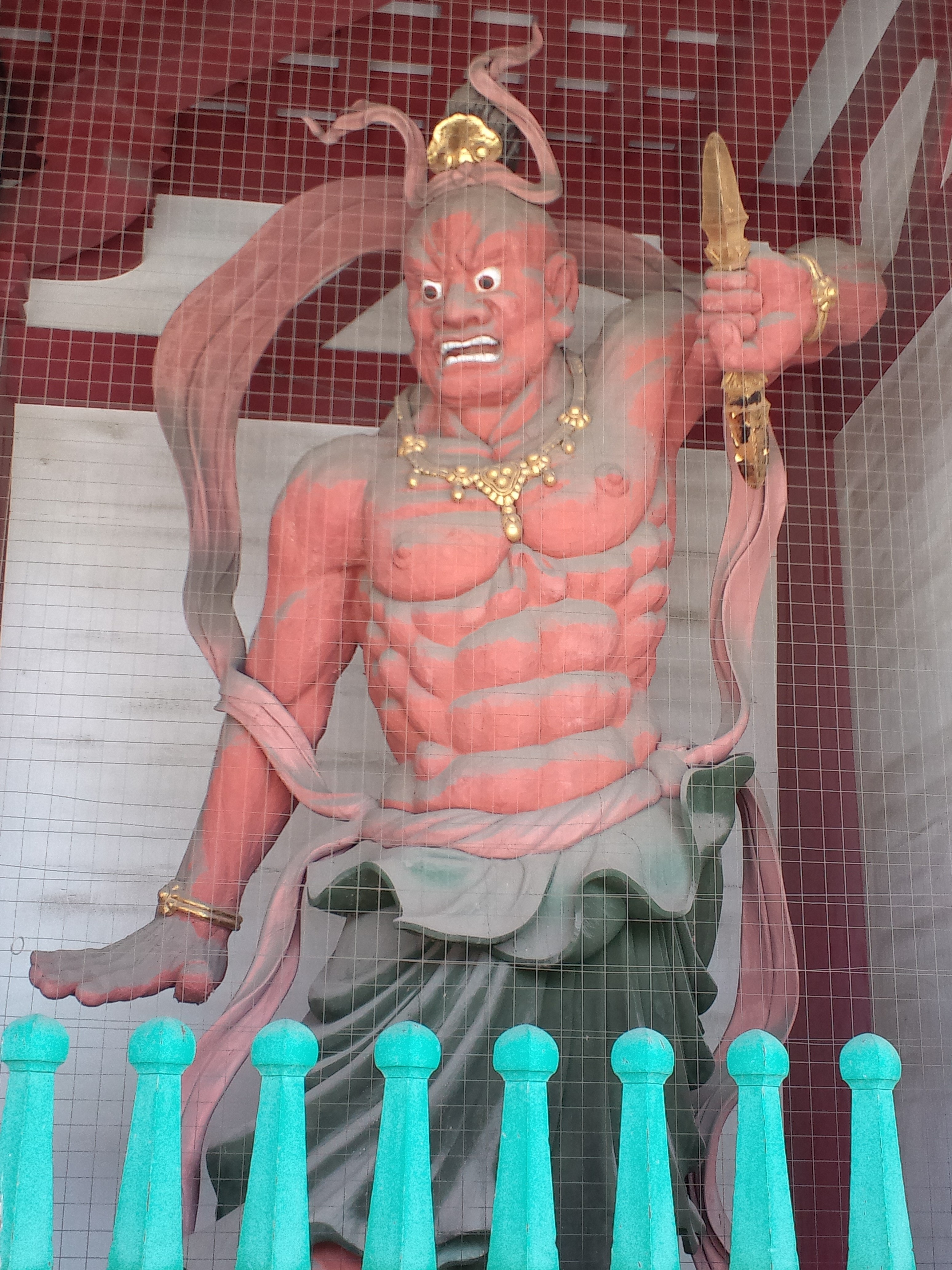
Niō.
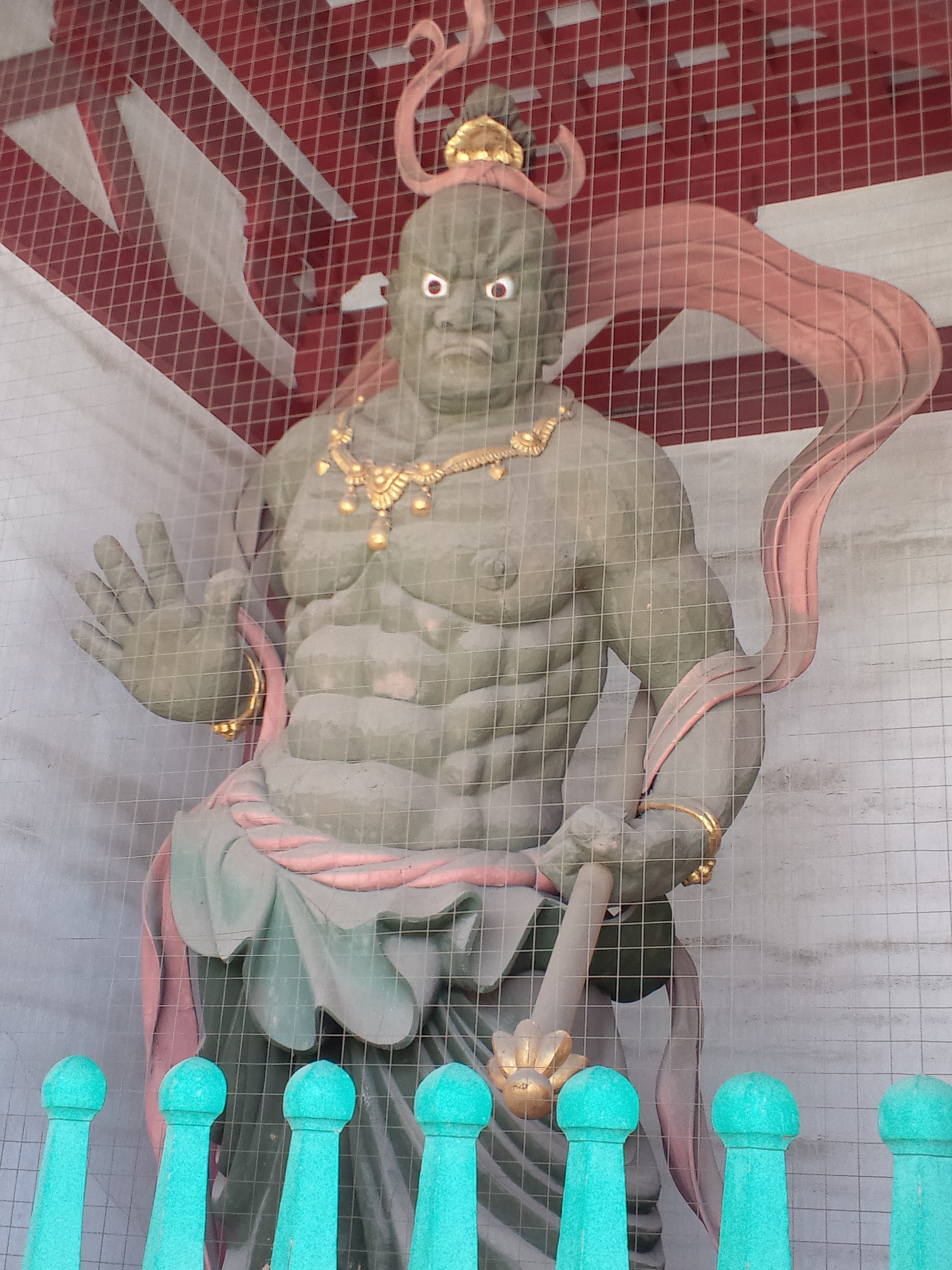
Niō.
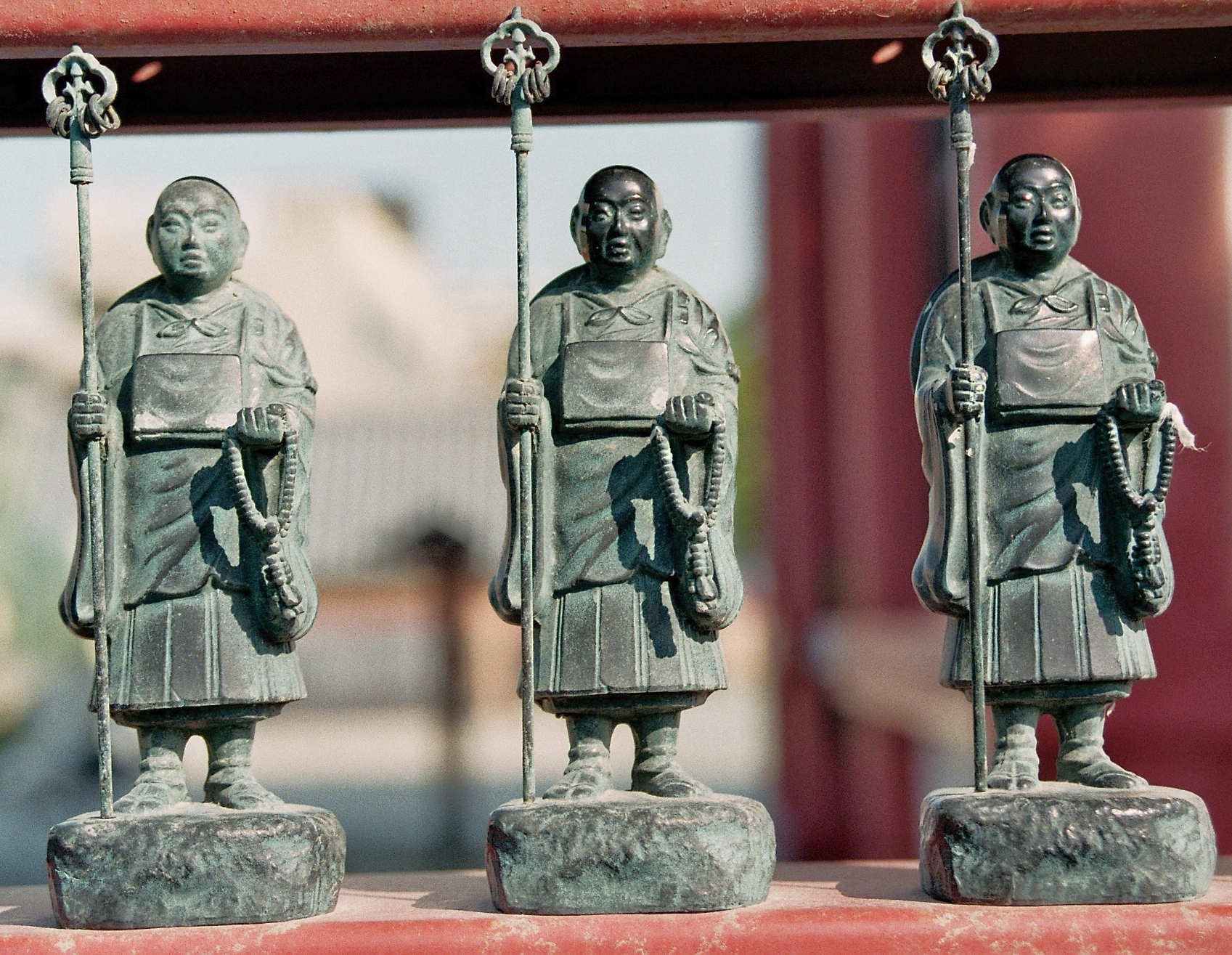
Kobo-Daishi.
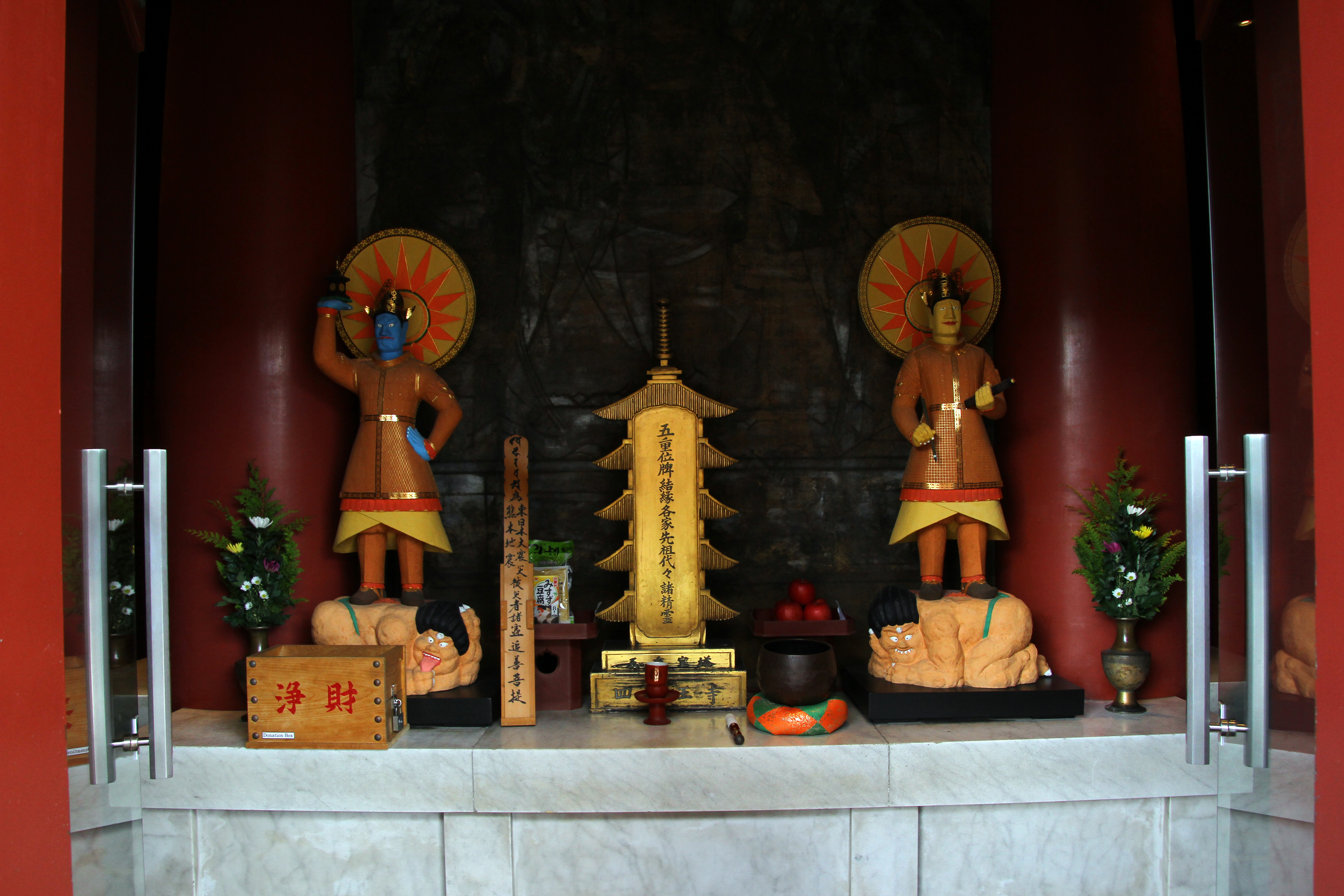
Autel à l'intérieur de la pagode.